# Meistriliiga
Meistriliiga je nejvyšší fotbalovou soutěží v Estonsku. Tak jako v mnoha jiných zemích s podobným klimatem, i v Estonsku začíná sezóna v březnu a končí v listopadu. V soutěži hraje 10 týmů, hraje se čtyřkolově. Poslední tým soutěže sestupuje a je nahrazen vítězem druhé nejvyšší soutěže (Esiliiga). Předposlední tým hraje dvoukolové play-off s druhým týmem Esiliigy.

## Nejlepší kluby v historii - podle počtu titulů
Počítá se od sezony 1992, která byla první od vyhlášení nezávislosti v roce 1991.
| Vítězové nejvyšší ligové soutěže |        |                                                                                                   |
| Klub                             | Tituly | Vítězné ročníky                                                                                   |
| Flora Tallinn                    | 15     | 1993/94, 1994/95, 1997/98, 1998, 2001, 2002, 2003, 2010, 2011, 2015, 2017, 2019, 2020, 2022, 2023 |
| Levadia Tallinn                  | 10     | 1999, 2000, 2004, 2006, 2007, 2008, 2009, 2013, 2014, 2021                                        |
| Nõmme Kalju                      | 2      | 2012, 2018                                                                                        |
| Lantana Tallinn                  | 2      | 1995/96, 1996/97                                                                                  |
| Norma Tallinn                    | 2      | 1992, 1992/93                                                                                     |
| Infonet Tallinn                  | 1      | 2016                                                                                              |
| FC TVMK Tallinn                  | 1      | 2005                                                                                              |

## Mistři

### Estonská republika
- 1921: SK Tallinna Sport
- 1922: SK Tallinna Sport
- 1923: JK Tallinna Kalev
- 1924: SK Tallinna Sport
- 1925: SK Tallinna Sport
- 1926: Tallinna JK
- 1927: SK Tallinna Sport
- 1928: Tallinna JK
- 1929: SK Tallinna Sport
- 1930: JK Tallinna Kalev
- 1931: SK Tallinna Sport
- 1932: SK Tallinna Sport
- 1933: SK Tallinna Sport
- 1934: JS Estonia Tallinn
- 1935: JS Estonia Tallinn
- 1936: JS Estonia Tallinn
- 1937/38: JS Estonia Tallinn
- 1938/39: JS Estonia Tallinn
- 1939/40: Tartu JK Olümpia-2000

### Estonská SSR
- 1945: Dynamo Tallinna
- 1946: BLTSK
- 1947: Dynamo Tallinna
- 1948: BLTSK
- 1949: Dynamo Tallinna
- 1950: Dynamo Tallinna
- 1951: BLTSK
- 1952: BLTSK
- 1953: Dynamo Tallinna
- 1954: Dynamo Tallinna
- 1955: JK Tallinna Kalev
- 1956: BLTSK
- 1957: Kalev Ülemiste
- 1958: Kalev Ülemiste
- 1959: Kalev Ülemiste
- 1960: BLTSK
- 1961: Kalev Kopli
- 1962: Kalev Ülemiste
- 1963: Tempo Tallinna
- 1964: Norma Tallinna
- 1965: BLTSK
- 1966: BLTSK
- 1967: Norma Tallinna
- 1968: BLTSK
- 1969: Dvigatel Tallinn
- 1970: Norma Tallinna
- 1971: Tempo Tallinna
- 1972: BLTSK
- 1973: Kreenholm Narva
- 1974: Baltika Narva
- 1975: Baltika Narva
- 1976: Dvigatel Tallinn
- 1977: Baltika Narva
- 1978: Dynamo Tallinna
- 1979: Norma Tallinna
- 1980: Dynamo Tallinna
- 1981: Dynamo Tallinna
- 1982: Tempo Tallinna
- 1983: Dynamo Tallinna
- 1984: Jõhvi JK Eesti Põlevkivi
- 1985: Pärnu JK Vaprus
- 1986: Zvezda Tallinn
- 1987: Tempo Tallinna
- 1988: Norma Tallinna
- 1989: Zvezda Tallinn
- 1990: FC TVMK Tallinna
- 1991: FC TVMK Tallinna

### Estonská republika
- 1992: Norma Tallinn (1 titul)
- 1992/93: Norma Tallinn (2)
- 1993/94: Flora Tallinn (1)
- 1994/95: Flora Tallinn (2)
- 1995/96: Lantana Tallinn (1)
- 1996/97: Lantana Tallinn (2)
- 1997/98: Flora Tallinn (3)
- 1998: Flora Tallinn (4)
- 1999: Levadia Maardu (1)
- 2000: Levadia Maardu (2)
- 2001: Flora Tallinn (5)
- 2002: Flora Tallinn (6)
- 2003: Flora Tallinn (7)
- 2004: Levadia Tallinn (3)
- 2005: FC TVMK Tallinn (1)
- 2006: Levadia Tallinn (4)
- 2007: Levadia Tallinn (5)
- 2008: Levadia Tallinn (6)
- 2009: Levadia Tallinn (7)
- 2010: Flora Tallinn (8)
- 2011: Flora Tallinn (9)
- 2012: Nõmme Kalju (1)
- 2013: Levadia Tallinn (8)
- 2014: Levadia Tallinn (9)
- 2015: Flora Tallinn (10)
- 2016: Infonet Tallinn (1)
- 2017: Flora Tallinn (11)
- 2018: Nõmme Kalju (2)
- 2019: Flora Tallinn (12)
- 2020: Flora Tallinn (13)
- 2021: Levadia Tallinn (10)
- 2022: Flora Tallinn (14)
- 2022: Flora Tallinn (15)